# Joe Renzetti
Joseph Renzetti (Filadelfia, 4 gennaio 1941) è un compositore statunitense di colonne sonore cinematografiche.

## Filmografia parziale

### Cinema
- The Buddy Holly Story, regia di Steve Rash (1978)
- Pastasciutta... amore mio! (Fatso), regia di Anne Bancroft (1980)
- Exterminator (The Exterminator), regia di James Glickenhaus (1980)
- Morti e sepolti (Dead & Buried), regia di Gary Sherman (1981)
- Police Station - Turno di notte (Vice Squad), regia di Gary Sherman (1982)
- Poltergeist III - Ci risiamo (Poltergeist III), regia di Gary Sherman (1988)
- La bambola assassina (Child's Play), regia di Tom Holland (1988)
- Basket Case 2, regia di Frank Henenlotter (1990)
- Frankenhooker, regia di Frank Henenlotter (1990)
- Basket Case 3: The Progeny, regia di Frank Henenlotter (1991)
- Una chiamata nella notte (South Beach), regia di Fred Williamson e Alain Zaloum (1993)
- Blondes Have More Guns, regia di George Merriweather (1995)
- Universal Signs, regia di Ann Calamia (2008)

### Televisione
- Elvis, il re del rock (Elvis) - film TV, regia di John Carpenter (1979)
- I racconti della cripta (Tales from the Crypt) - serie TV, 1 episodio (1989)
- Persone scomparse (Missing Persons) - serie TV (1993-1994)
- Twisted Tales - webserie, 3 episodi (2013)

## Premi Oscar Miglior Colonna Sonora

### Vittorie
- The Buddy Holly Story (1979)